# Kabicyno
Kabicyno (ros. Кабицыно) – wieś (dieriewnia) w Rosji, w obwodzie kałuskim, w rejonie borowskim. W 2010 liczyła 270 mieszkańców.